# Реакція бурого кільця

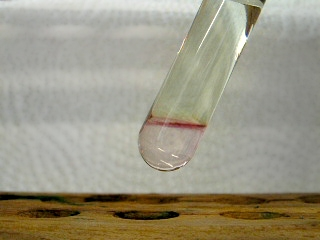
Позитивна проба

Реа́кція «бу́рого кільця́» — якісна реакція, що широко застосовується в якісному аналізі для визначення присутності нітратів у досліджуваному розчині.
Для виконання тесту до аналізованого розчину додається кілька крапель розведеної сульфатної кислоти, його кип'ятять і охолоджують. Після цього додається рівний об'єм розчину сульфату заліза(II) та, обережно, концентрована сульфатна кислоту. При наявності нітрат-іонів на межі розділу шарів водного розчину і кислоти утворюється кільце, забарвлене у колір від коричневого до фіолетового.
У кислому середовищі іони Fe2+ відновлюють нітрат-іони до оксиду NO:
{\displaystyle \mathrm {3Fe^{2+}+NO_{3}^{-}+4H^{+}\longrightarrow 3Fe^{3+}+NO\uparrow +2H_{2}O} }
Отриманий оксид у середовищі концентрованої кислоти взаємодіє з гідратованим йоном Fe2+, утворюючи аквойон, що має коричневе забарвлення:
{\displaystyle \mathrm {Fe^{2+}+6H_{2}O\longrightarrow [Fe(H_{2}O)_{6}]^{2+}} }
{\displaystyle \mathrm {[Fe(H_{2}O)_{6}]^{2+}+NO\longrightarrow [Fe(H_{2}O)_{5}NO]^{2+}+H_{2}O} }
Тут NO виступає як нітрозильна група: дослідження йону методом ЕПР показало смугу поглинання для NO, що відповідає радше запису [Fe3+(H2O)5(NO-)]2+, аніж [Fe+(H2O)5(NO+)]2+. Підтвердження присутності частинки Fe3+ також було отримане за допомогою месбауерівської спектроскопії.
Проведенню реакції заважають, перш за все, йодиди та броміди, оскільки вони окиснюються кислотою до йоду і брому відповідно.